# Nadagara comprensata
Nadagara comprensata là một loài bướm đêm trong họ Geometridae.